# Maria Ana da Áustria (1770–1809)
Maria Ana da Áustria (Maria Ana Fernanda Josefa Carlota Joana) (Florença, 21 de abril de 1770 — Neudorf, 1 de outubro de 1809) foi uma arquiduquesa da Áustria e abadessa no Convento Teresiano em Praga.

## Biografia

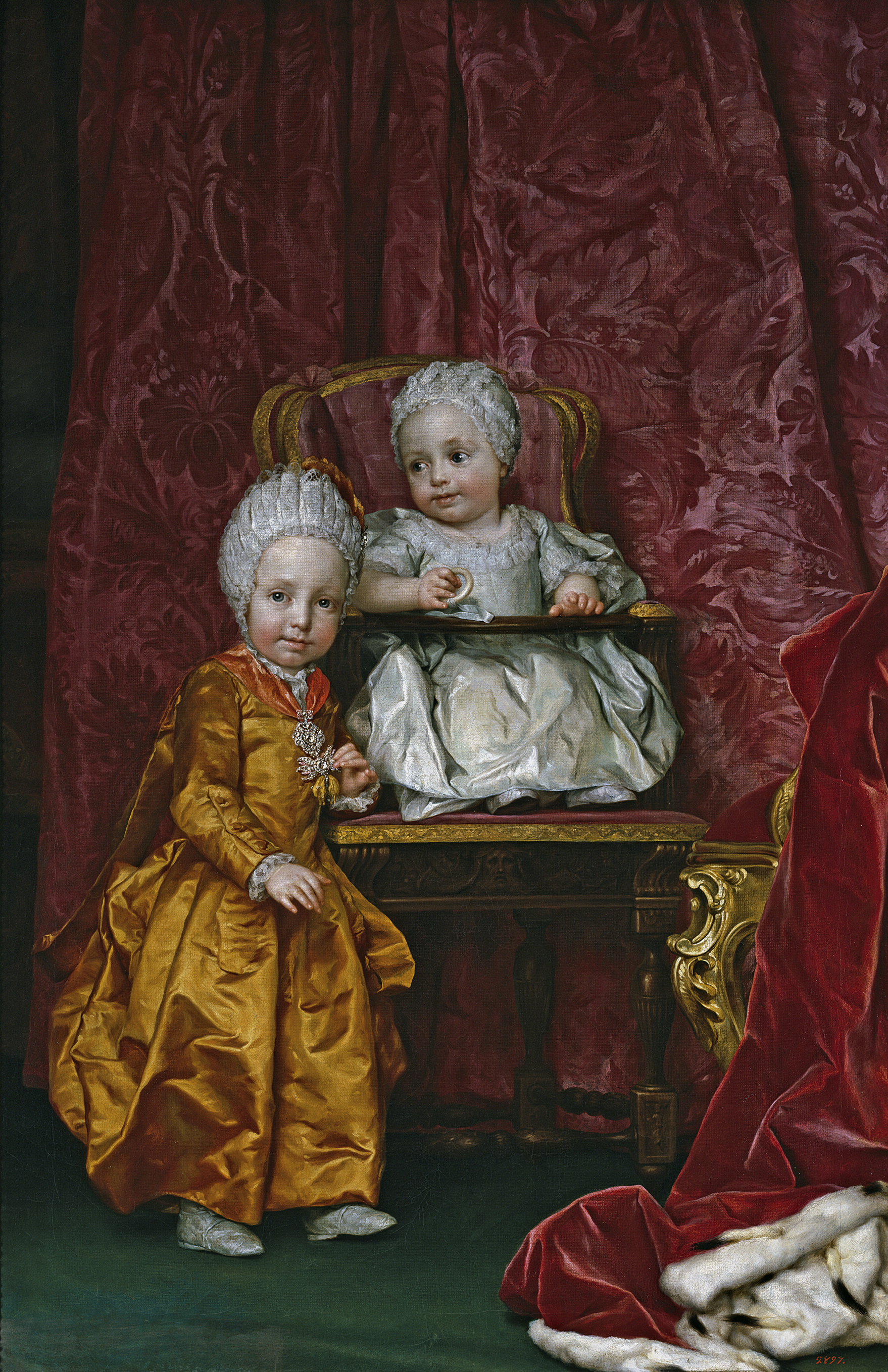
Arquiduquesa Maria Ana com seu irmão mais velho Fernando, 1770, por Anton Raphael Mengs.

Maria Ana era uma filha do imperador Leopoldo II e de sua esposa Maria Luísa da Espanha. Maria Ana nasceu em Florença, a capital da Toscana, onde seu pai reinou como Grão-duque de 1765 a 1790. Maria Ana foi a quarta criança de seus pais entre dezesseis filhos. Seu pai era filho da imperatriz Maria Teresa e sua mãe era filha de Carlos III da Espanha e Maria Amália da Saxônia. Embora ela tivesse uma infância feliz cercada por seus muitos irmãos. Como seus irmãos, Maria Ana recebeu uma educação um pouco diferente da que era dada às crianças reais na época: eles eram criados por seus pais em vez de um séquito de criados, eram em grande parte mantidos à parte da corte cerimonial e eram ensinados a viva simples, natural e modesta. Ela se tornou abadessa no Convento Teresiana em Praga em 1791. Ela viajou para Neudorf, Arad, onde morreu em 1 de outubro de 1809, com a idade de 39 anos. Em 1841, o imperador Fernando I da Áustria, em homenagem à arquiduquesa, encomendou a placa funerária construída em mármore de Carrara.

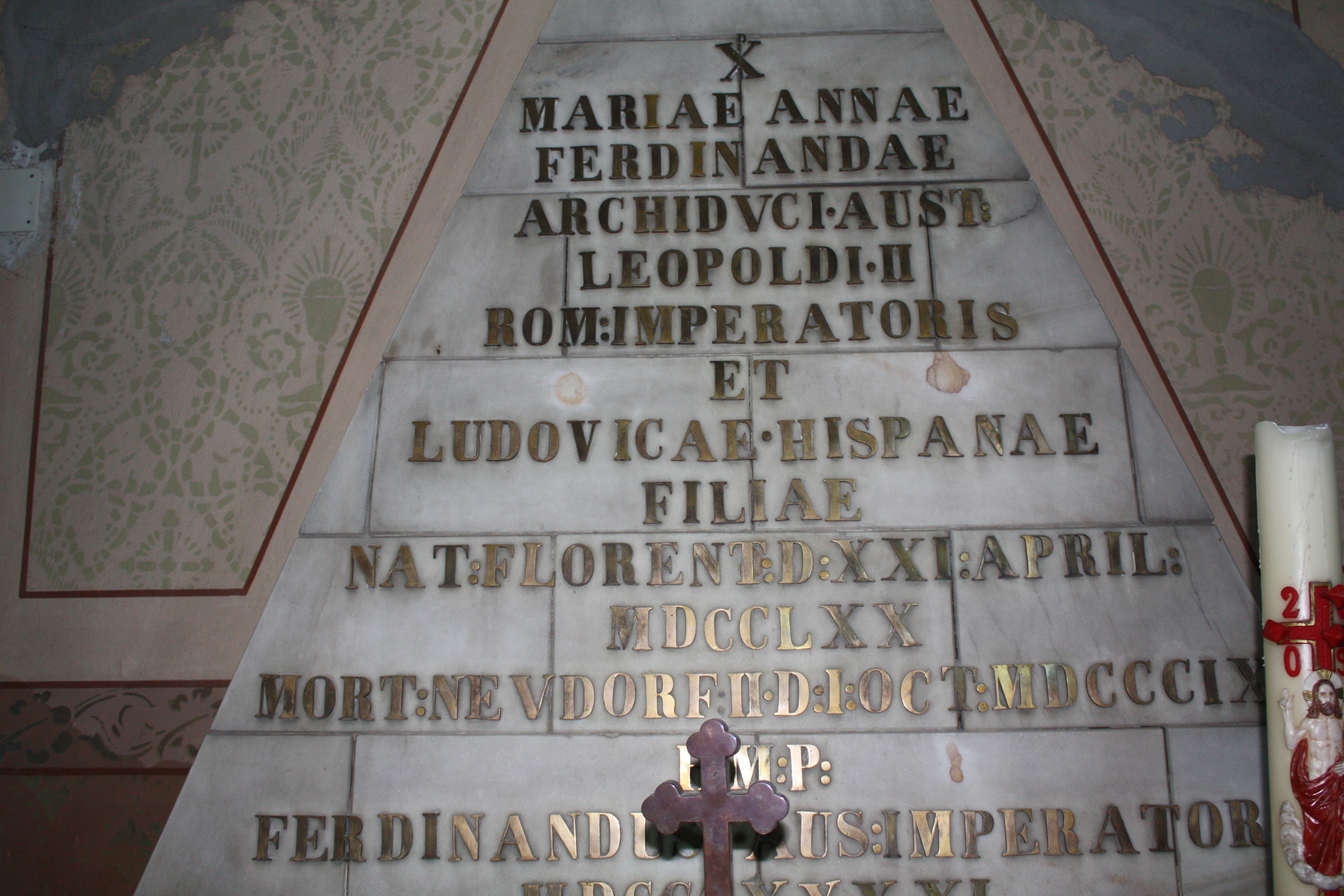
Lugar do enterro da arquiduquesa Maria Ana Fernanda de Habsburgo.

## Títulos e estilos
- 22 de abril de 1770 – 20 de fevereiro de 1790: "Sua Alteza Imperial e Real, a Arquiduquesa Maria Ana da Áustria, Princesa da Toscana"
- 20 de fevereiro de 1790 – 1 de outubro de 1809: "Sua Alteza Imperial e Real, a Arquiduquesa Maria Ana da Áustria, Princesa da Hungria e Boêmia"

## Bibliografa
- Constantin Wurzbach, Biographisches Lexikon des Kaisertums Österreich, Vienna, 1861, Vol. VII, pp. 27–28